# Стамкулов, Рахимбек Толонович
Рахимбек Толонович Стамкулов (26 октября 1971) — советский и киргизский футболист, вратарь, футбольный тренер.

## Биография

### Клубная карьера
В профессиональном футболе дебютировал в 1991 году во второй низшей лиге СССР в составе ошского «Алая». После распада СССР провёл один сезон в составе аутсайдера чемпионата Кыргызстана «Намыс» (Талас), затем вернулся в «Алай» и играл за него следующие три сезона. Бронзовый призёр чемпионата Кыргызстана 1993 года.
В 1996 году выступал в чемпионате Узбекистана за «Согдиану», но играл неудачно, пропустив в шести матчах 19 голов.
После возвращения в Кыргызстан провёл один год в составе клуба «Алай» (Гульча). Сезон 1999 года начал в клубе «Жаштык-Ак-Алтын», но в ходе сезона перешёл в бишкекское «Динамо», с которым завоевал чемпионский титул. В середине следующего сезона перешёл в «Дордой», где провёл полтора года. Затем снова играл за бишкекское «Динамо», но команда к тому времени уже потеряла финансирование и не боролась за медали. В 2003 году выступал за дебютанта высшей лиги «Шоро» и занял с этим клубом четвёртое место в чемпионате.
В 2004 году перешёл в «Абдыш-Ату», где играл до конца карьеры. В 2006 году со своим клубом завоевал серебряные медали.

### Карьера тренера
Во второй половине сезона 2005 года был играющим главным тренером «Абдыш-Аты», команда в том сезоне финишировала на четвёртом месте. В дальнейшем работает детским тренером в системе «Абдыш-Аты», по состоянию на 2018 год тренирует команду 2003 г.р..